# Kendrew
Kendrew est un hameau situé dans la province du Cap-Oriental en Afrique du Sud et géré par la municipalité locale de Dr Beyers Naudé, dans le district de Sarah Baartman. 
En 2011, sa population est de 57 habitants.

## Source
- (en) Cet article est partiellement ou en totalité issu de l’article de Wikipédia en anglais intitulé « Kendrew » (voir la liste des auteurs).